# Laephotis namibensis
Laephotis namibensis is een zoogdier uit de familie van de gladneuzen (Vespertilionidae). De wetenschappelijke naam van de soort werd voor het eerst geldig gepubliceerd door Setzer in 1971.

## Voorkomen
De soort komt voor in Namibië en Zuid-Afrika.